# Möckelhaus

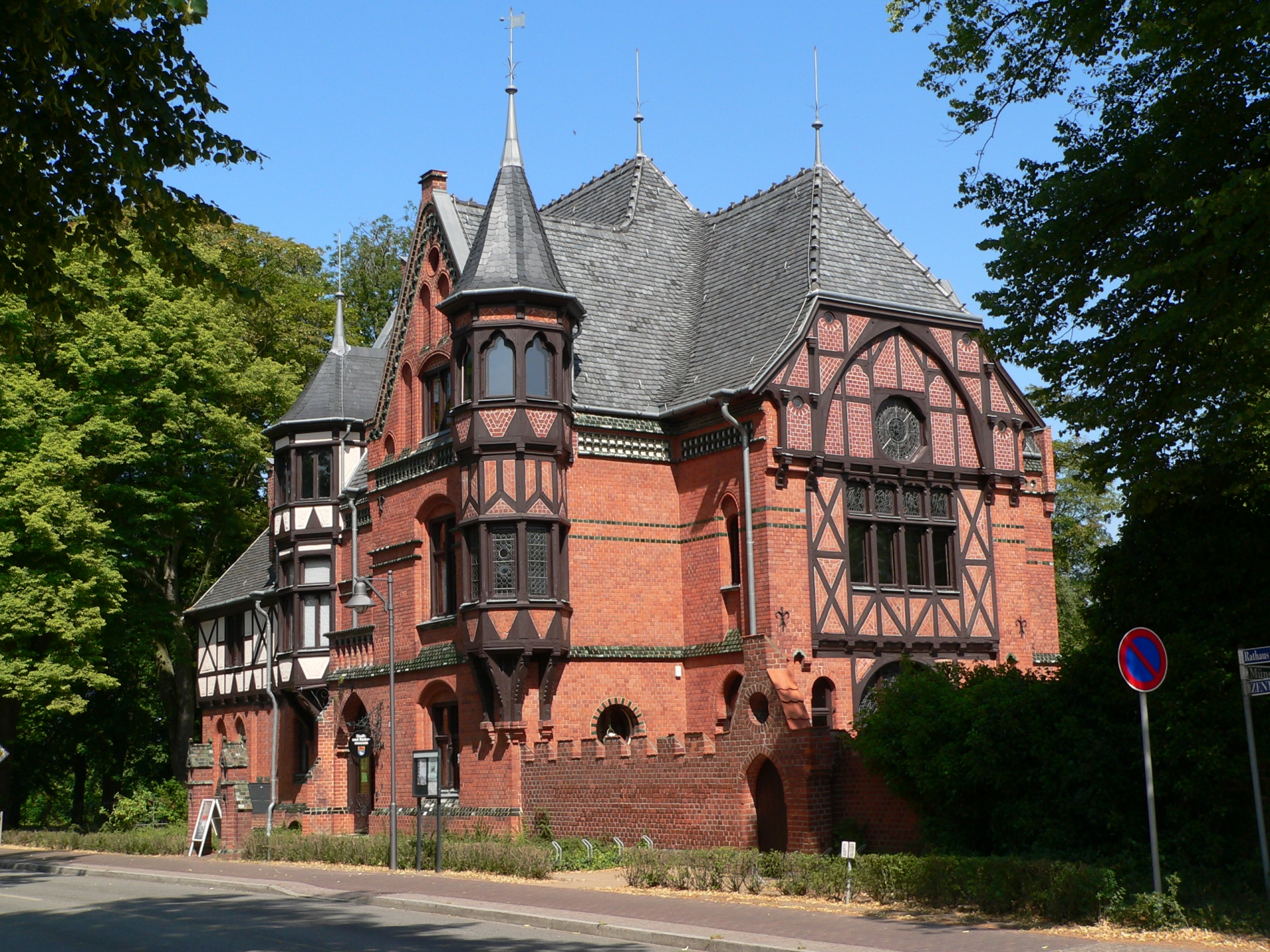
Möckelhaus neben dem Westtor des Klosters.

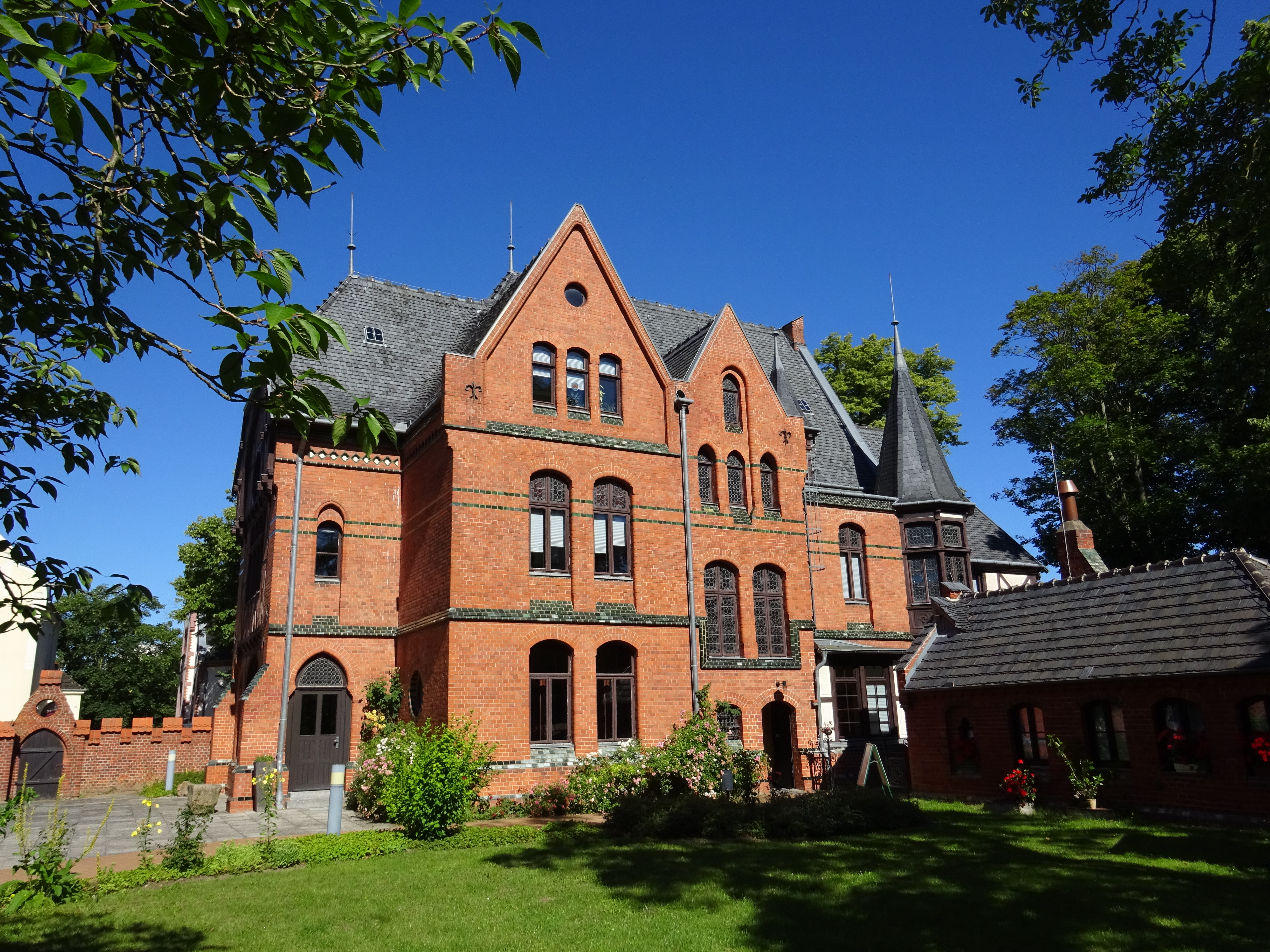
Möckelhaus aus dem Garten

Das Möckelhaus ist ein Gebäude in der Stadt Bad Doberan, das heute als Stadt- und Bädermuseum die Geschichte der Stadt und des Seebades Doberan-Heiligendamm zeigt.

## Geschichte

### Entstehungsgeschichte
Der Baumeister Gotthilf Ludwig Möckel wurde in den 1880er Jahren von der Großherzoglichen Kammer für Kirchenangelegenheiten zur Restaurierung der Klosterkirche nach Doberan gerufen. Diese komplexe Aufgabe erforderte die ständige Anwesenheit des Baumeisters vor Ort, sodass er sich im Zeitraum 1886 bis 1888 im Doberaner Klosterbezirk dieses Wohnhaus nach eigenen Plänen erbauen ließ.

### Nutzungsgeschichte
Bis Möckel im Jahre 1915 starb, bewohnte er das Haus. Möckels Witwe verstarb 1926 ebenfalls in Bad Doberan. Im Oktober 1932 hatte der nationalsozialistische Ministerpräsident von Mecklenburg-Schwerin, Walter Granzow angewiesen, das Haus dem "Forschungsinstitut für Geistesgeschichte", ein Institut völkischer Wissenschaften, zur Verfügung zu stellen. Von diesem Zeitpunkt an entfaltete der Leiter dieses Forschungsinstituts Hermann Wirth von Doberan aus eine rege nationalsozialistisch-völkische Propaganda- und Vortragstätigkeit. Er verfügte über einen Mitarbeiterstamm von ca. 15 Personen, die neben Wirth auch zeitweilig im Haus bzw. in Bad Doberan ihren Wohnsitz nahmen. Neben dem völkischen Propagandazentrum war auch die Errichtung eines "urgeistesgeschichtlichen Freiluftmuseums" am Ort geplant. Von hier aus organisierte das Team die religionsgeschichtliche Ausstellung "Der Heilbringer", die im Mai 1933 in Berlin eröffnet wurde. Als dem Leiter des Institutes das Agieren in unmittelbarer Nähe der Machtzentren in Berlin erfolgversprechender erschien, löste er Ende 1933 den Standort wieder auf. Das Wohnhaus blieb bis 1936 im Besitz der Familie, danach wurde es der Stadt Bad Doberan für die Nutzung als Museum übergeben. Nach der Auflösung des Museums im Jahre 1945 diente das Haus unter anderem als Wohnhaus für Umsiedler, dann als Landwirtschaftsschule und später als Fachschule für Landwirtschaft. Für kurze Zeit zog dort die Kreisvolkshochschule ein, und in den Jahren 1958 bis Ende 1980 beherbergte das Haus die Sonderschule des Kreises Bad Doberan. Nach intensiven Rekonstruktionsarbeiten in den Jahren 1981/82 konnte es wieder als Stadtmuseum in Betrieb genommen werden.

### Sanierung
Das Möckelhaus musste wegen starker Bauschäden im Dezember 1997 geschlossen werden. 1998 begann der erste Bauabschnitt, in dem die Schwammsanierung und die Neueindeckung des gesamten Daches durchgeführt wurde. 2002 bis 2003 erfolgte der zweite Bauabschnitt. In diesem wurden der komplette Innenausbau und umfassende denkmalpflegerische Arbeiten verrichtet. Während der Sanierungsarbeiten wurden auch die Nebengebäude und die Außenanlage erneuert.

## Heutige Nutzung
Im Möckelhaus ist heute das Stadt- und Bädermuseum Bad Doberan untergebracht. Dieses zeigt in der ständigen Ausstellung die Geschichte des ersten deutschen Seebades von Doberan-Heiligendamm. Es gibt dort Gemälde, Zier- und Gebrauchsgegenstände, medizinische Geräte und Bademoden. Zu sehen sind Gegenstände aus den unterschiedlichen Entwicklungsepochen der Stadt, die einen Einblick in das Leben und den Alltag des 19. und 20. Jahrhunderts bieten. Besonders ansehnlich ist die Grafiksammlung des Museums. Das Haus verfügt über einen angrenzenden Garten. Das Standesamt Bad Doberan führt Trauungen im Möckelhaus durch.

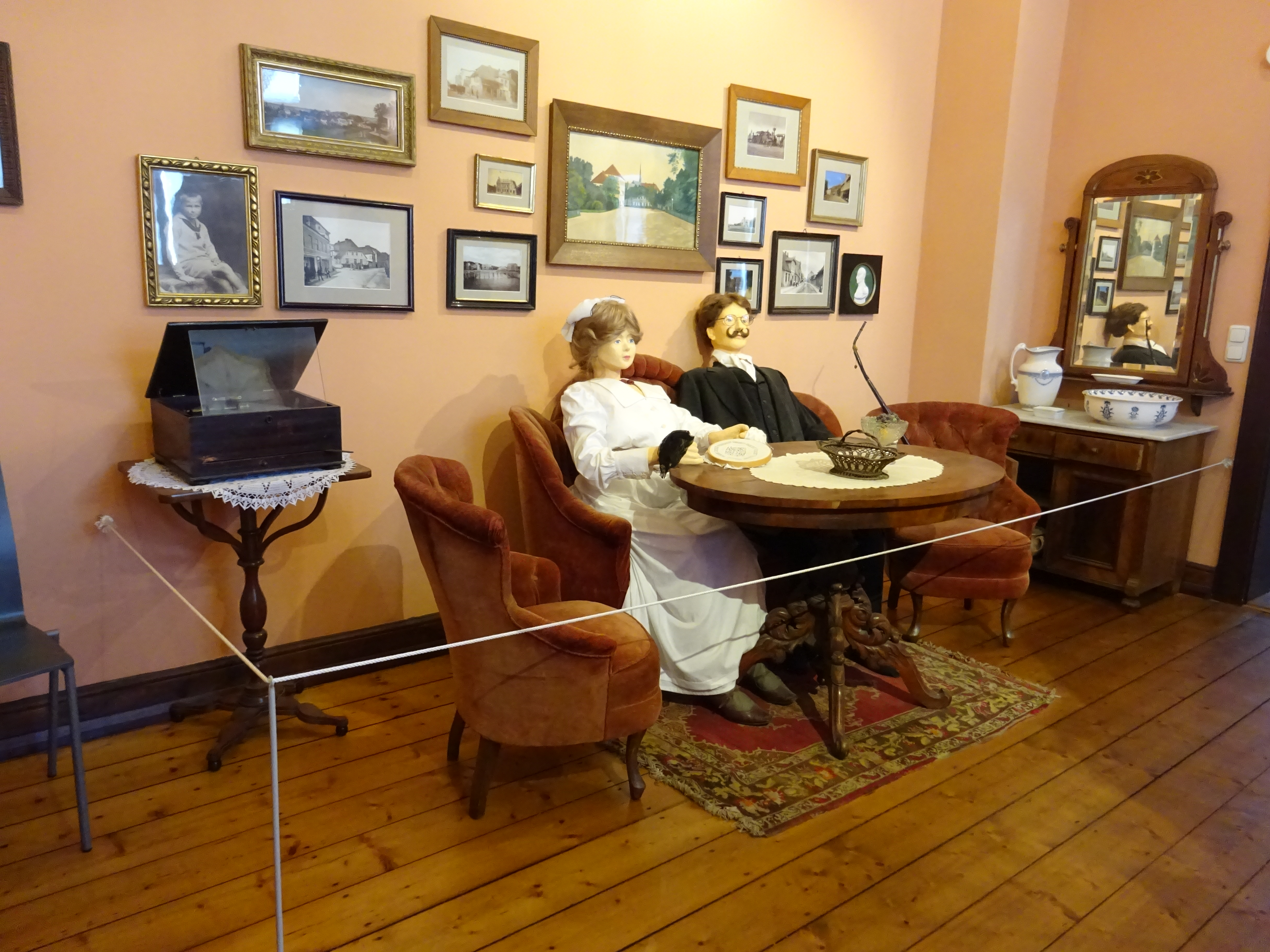
Teil des Museums im Möckelhaus
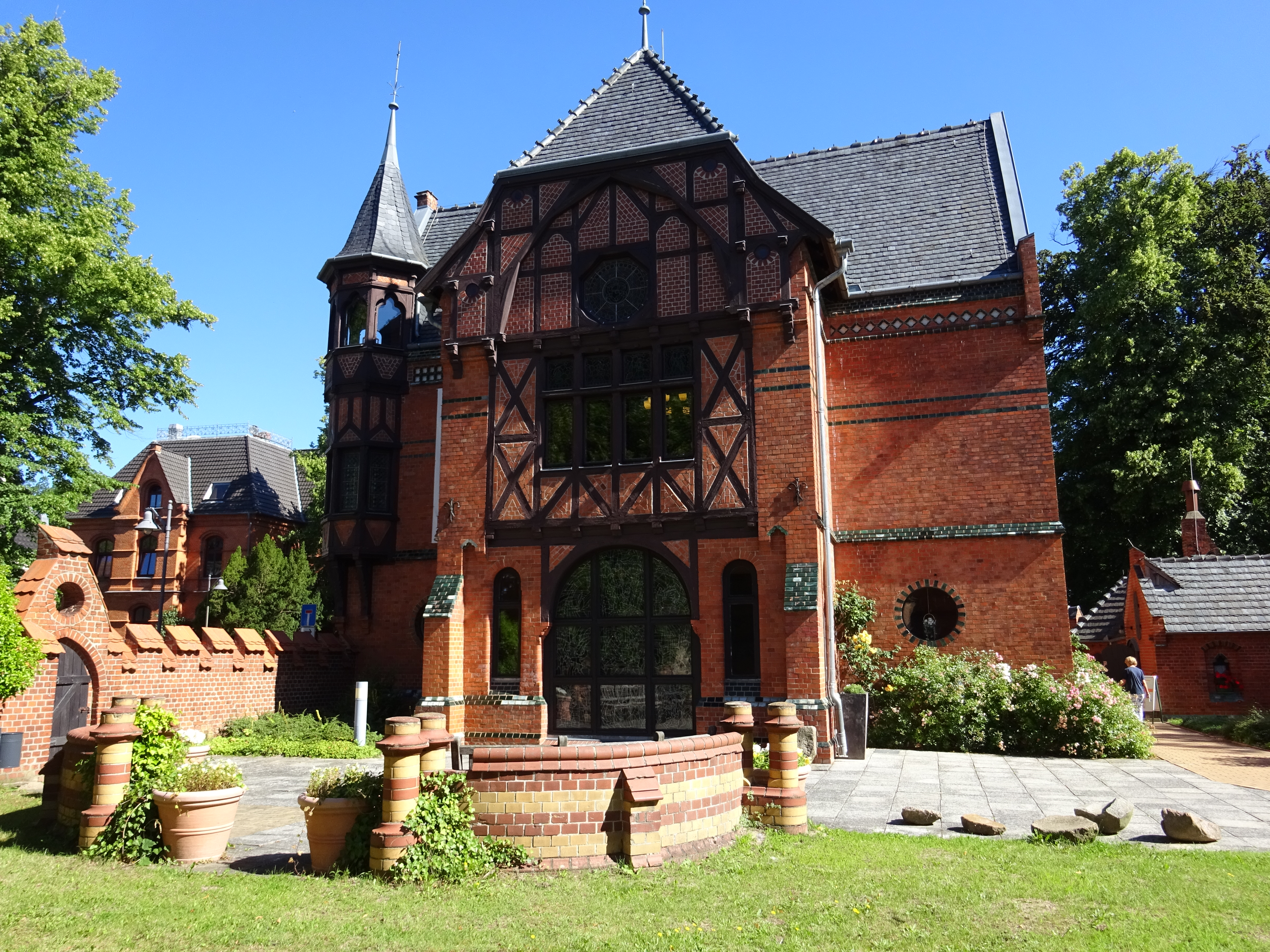
Teil des Gartens am Möckelhaus